# Quelle sacrée soirée
Pour plus de détails, voir Fiche technique et Distribution.
Quelle sacrée soirée est un film français réalisé par Robert Vernay, sorti en 1957.

## Fiche technique
- Titre : Quelle sacrée soirée
- Autre titre : Nuit blanche et rouge à lèvres
- Réalisation : Robert Vernay
- Scénario : Gérard Carlier
- Dialogues : Raymond Caillava
- Photographie : Roger Fellous
- Cadreur : Maurice Fellous
- Son : Séverin Frankiel
- Musique : Marc Lanjean et Daniel White
- Montage : Jeannette Berton
- Sociétés de production : Socipex - Sonofilm
- Pays :  France
- Durée : 84 minutes
- Date de sortie : 4 septembre 1957

## Distribution
- Jean Bretonnière
- Dora Doll
- Rellys
- Noël Roquevert
- Roland Armontel
- Grégoire Aslan
- Christine Carère
- Paul Demange
- France Asselin
- Mary Marquet
- Pierre Repp
- Louis Seigner